# Piotr Seip

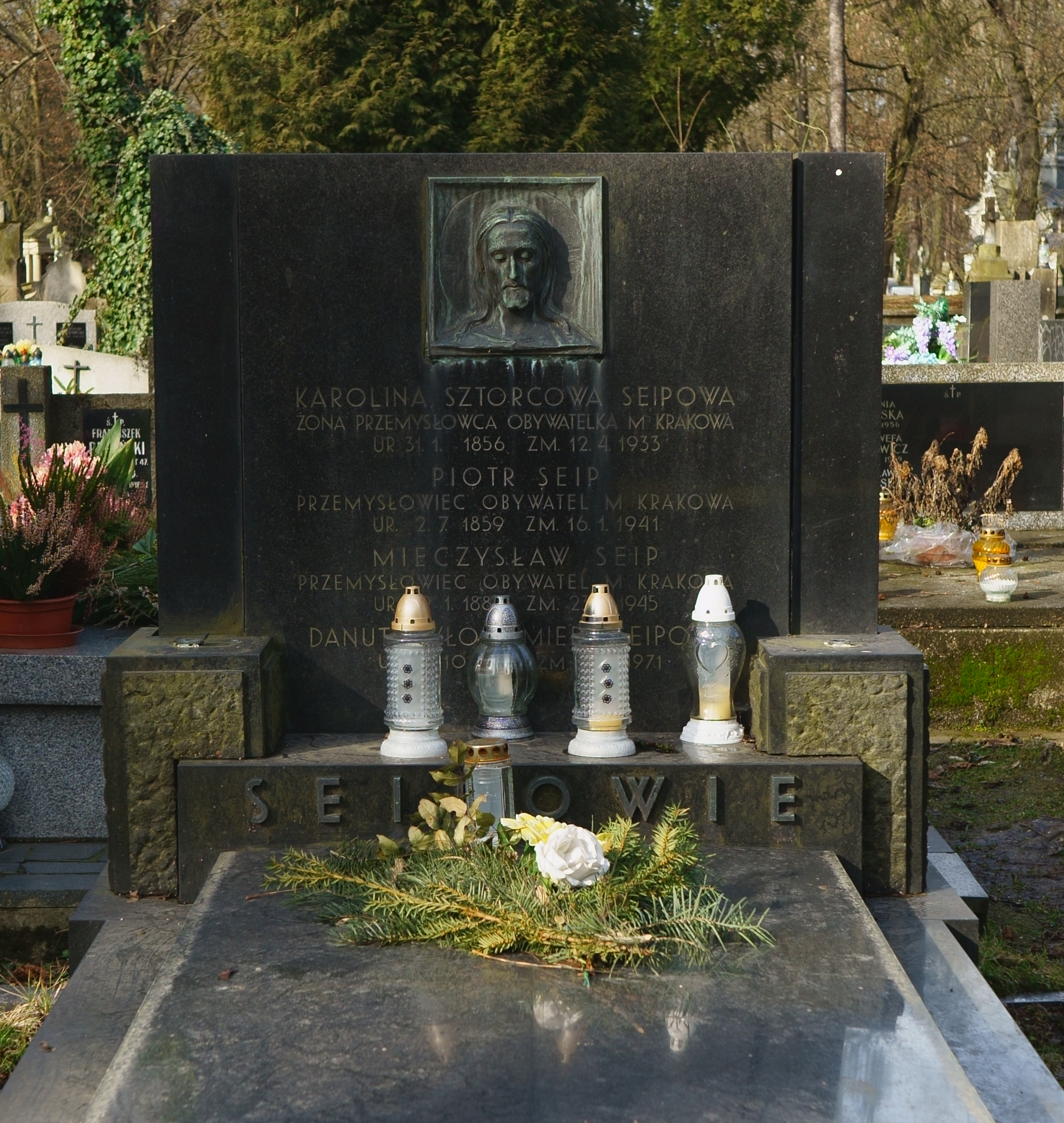
Grób Piotra Seipa na cmentarzu Rakowickim w Krakowie

Piotr Seip (ur. 2 czerwca 1859, zm. 16 stycznia 1941) – polski przedsiębiorca, złotnik, brązownik, wieloletni członek cechu mosiężników, właściciel warsztatu rzemieślniczego w Krakowie. Był uczniem Aleksandra Ziębowskiego. Został wyzwolony na czeladnika 13 października 1877 roku. W 1885 r. przyjęto go do cechu mosiężników.

## Działalność zawodowa
Piotr Seip założył w 1886 r. firmę brązowniczą w Krakowie przy ul. Floriańskiej 18. Po II wojnie światowej firma została przeniesiona na ul. Józefa Dietla 58, gdzie mieści się do dziś jako firma RENOMETAL.
Wykonywał i odnawiał różne prace artystyczne z zakresu złotnictwa sakralnego głównie do kościołów w Krakowie i okolicach. Jego dzieła wyróżniają się bogactwem form i wysokim poziomem artystycznym. Już w 1887 roku za swoje prace otrzymał brązowy medal c.k. Ministerstwa Handlu na wystawie krajowej rolniczo-przemysłowej oraz Sztuki Polskiej w Krakowie.
Wszystkie realizacje Seipa mają znak imienny – litery PS w prostokącie z klinowymi wcięciami z lewej i prawej strony pola oraz wybity znak firmowy z imieniem i nazwiskiem Piotr Seip. 

## Twórczość (wybór)
- puszka na komunikanty wykonana po 1879 r. w kościele parafialnym pw. Najświętszej Marii Panny w Strumianach[1];
- relikwiarz św. Anieli z 1889 r. w klasztorze Urszulanek w Krakowie[3];
- kielich z 1889 r. w klasztorze Na Skałce w Krakowie[3];
- kielich z 1891 r. w klasztorze „Na Skałce” w Krakowie[3];
- naczynie na wiatyk wykonane w 1900 r. w kościele parafialnym pw. MB Częstochowskiej w Skawicy[1];
- drzwiczki do tabernakulum złocone z dekoracją w postaci kielicha z hostią w glorii promienistej w otoczeniu kłosów zbóż i winnych gron w sanktuarium MB Opiekunki i Królowej Rodzin w Makowie Podhalańskim;
- odnowienie, lub naprawa kielicha z 1650 roku w kościele św. Marka w Krakowie[1];
- tabernakulum według projektu Jana Sas-Zubrzyckiego wykonane w 1909 r. w kościele św. Józefa w Podgórzu[4];
- neogotycki, wieloramienny, obręczowy świecznik prawdopodobnie według projektu Jana Sas-Zubrzyckiego oraz zespół mniejszych żyrandoli we wnętrzu kościoła św. Józefa w Podgórzu[4];
- monstrancja ks. Niemczyckiego o bogatym, neogotyckim kształcie architektonicznym dla kościoła w Podgórzu[4];
- srebrna trumna, w której spoczęły zabalsamowane zwłoki Marszałka J. Piłsudskiego zaprojektowana przez Jana Szczepkowskiego wykonana w 1937 roku[2].